# Arundinella cannanorica
Arundinella cannanorica är en gräsart som beskrevs av V.J.Nair, Sreek. och N.Chandrasekharan Nair. Arundinella cannanorica ingår i släktet Arundinella och familjen gräs. Inga underarter finns listade i Catalogue of Life.